# Nina Georgievna Kljueva
Nina Georgievna Kljueva (in russo Нина Георгиевна Клюева?; Ol'ginskaja, 28 maggio 1899 – Mosca, 24 agosto 1971) è stata una microbiologa sovietica.

## Biografia
Antonina, nota in seguito come Nina, nacque nel villaggio di Ol'ginskaja nell'odierno Aksajskij rajon il 28 maggio 1899, figlia dell'impiegato Georgij Vasil'evič Kljuev e di sua moglie Anna Matveevna. Antonina aveva un fratello, Aleksandr, scomparso probabilmente al fronte durante la Guerra civile. Il padre ebbe successo nel commercio, acquistò una grande casa nel centro di Nachičevan' sul Don, dove si trasferì la sua famiglia. Nel 1908, Nina entrò nella scuola elementare del locale ginnasio Caterina.
Kljueva studiò presso l'Università medica statale di Rostov, laureandosi nel 1921. Successivamente fu medico presso l'Istituto di Salute e Batteriologia di Rostov sul Don.
Dal 1930, Kljueva fu capo dipartimento dell'Istituto Centrale di Epidemiologia e Microbiologia e capo settore dell'Istituto pansovietico di medicina sperimentale a Mosca. Inoltre insegnò presso l'Istituto Centrale per l'Istruzione Medica Superiore fino all'inizio dell'Operazione Barbarossa contro l'Unione Sovietica come docente, poi fu professoressa e infine capo della cattedra di microbiologia. Nel 1945 fu eletta membro corrispondente dell'Accademia delle scienze mediche dell'Unione Sovietica.
Dal 1948 al 1951, Kljueva diresse il Laboratorio di Bioterapia dell'Accademia delle scienze mediche dell'Unione Sovietica. Nel 1950 fondò il Dipartimento di Microbiologia dell'Istituto Medico di Mosca del Ministero della Sanità della Repubblica Socialista Federativa Sovietica Russa, che fu trasferito a Rjazan' nel 1950, e lo diresse fino al 1953.
Dal 1954, Kljueva fu capo dipartimento e poi direttore scientifico e capo del laboratorio per i preparati contro il cancro dell'Istituto statale di ricerca scientifica per la standardizzazione e il controllo dei preparati medici biologici L. A. Tarasevič di Mosca.
Kljueva partendo dai ceppi vaccinali degli agenti patogeni di colera, tifo e paratifo, sviluppò un vaccino secco combinato contro le infezioni intestinali (pentavaccino).
Dal 1931, in un laboratorio segreto appositamente fondato, Kljueva aveva sviluppato il farmaco antitumorale Kruzin, chiamato anche KR dal nome degli autori, in collaborazione con Grigorij Roskin, che aveva sposato nel 1940, Quando la monografia di Kljueva e Roskin sulla bioterapia del cancro fu pubblicata negli Stati Uniti nel 1946, furono accusati di trascurare gli interessi della patria. Apparvero articoli di giornale su scienziati corrotti, Konstantin Simonov e Aleksandr Štejn scrissero opere teatrali su di loro e Abram Room girò un film. Nel 1955, tutte le accuse furono ritirate. Kruzin fu rimosso dall'elenco dei farmaci nel 1968 per ordine del Ministero della Sanità dell'URSS e la produzione fu interrotta nel 1972.
Kljueva morì il 24 agosto 1971 a Mosca e fu sepolta nel cimitero Vvedenskoe.